# Championnats du monde de cyclisme urbain 2023
 (mai 2025).
Navigation
2022 2024
Les Championnats du monde de cyclisme urbain 2023 sont la 6e édition de ces championnats, organisés par l'Union cycliste internationale (UCI) et rassemblant trois disciplines : le trial, le BMX Freestyle Park et le BMX Freestyle Flatland. Ils ont lieu à Glasgow, au Royaume-Uni, du 5 au 12 août 2023 dans le cadre des championnats du monde de cyclisme UCI 2023.

## Podiums

### Trial
| Épreuves                  | Or                                                                                        | Argent                                                                                   | Bronze                                                                             |
| ------------------------- | ----------------------------------------------------------------------------------------- | ---------------------------------------------------------------------------------------- | ---------------------------------------------------------------------------------- |
| Hommes 20 pouces          | Alejandro Montalvo                                                                        | Borja Conejos                                                                            | Charlie Rolls                                                                      |
| Hommes 26 pouces          | Jack Carthy                                                                               | Oliver Widmann                                                                           | Martí Vayreda Vendrell                                                             |
| Femmes                    | Nina Reichenbach                                                                          | Vera Barón                                                                               | Alba Riera                                                                         |
| Hommes, juniors 20 pouces | Oliver Weightman                                                                          | Robin Berchiatti                                                                         | Niilo Stenvall                                                                     |
| Hommes, juniors 26 pouces | Daniel Cegarra                                                                            | Luka Pasturel                                                                            | Nicolas Ostheimer                                                                  |
| Par équipes               | Espagne- Borja Conejos - Daniel Barón - Daniel Cegarra - Víctor Pérez Zamora - Vera Barón | France- Robin Berchiatti - Vincent Hermance - Luka Pasturel - Louis Grillon - Nina Vabre | Grande-Bretagne- Oliver Weightman - Charlie Rolls - Adam Morewood - Elliott Cooper |

### BMX freestyle Park
| Épreuves | Or             | Argent       | Bronze      |
| -------- | -------------- | ------------ | ----------- |
| Hommes   | Kieran Reilly  | Logan Martin | Nick Bruce  |
| Femmes   | Hannah Roberts | Sun Sibei    | Zhou Huimin |

### BMX freestyle Flatland
| Épreuves | Or            | Argent                    | Bronze           |
| -------- | ------------- | ------------------------- | ---------------- |
| Hommes   | Yu Shoji      | Kio Hayakawa              | Matthias Dandois |
| Femmes   | Aude Cassagne | Santiago De Oliveira Moda | Kirara Nakagawa  |

## Tableau des médailles
| Rang  | Nation          | Or | Argent | Bronze | Total |
| ----- | --------------- | -- | ------ | ------ | ----- |
| 1     | Espagne         | 3  | 2      | 2      | 7     |
| 2     | Grande-Bretagne | 3  | 0      | 2      | 5     |
| 3     | France          | 1  | 3      | 1      | 5     |
| 4     | Japon           | 1  | 1      | 1      | 3     |
| 5     | Allemagne       | 1  | 1      | 0      | 2     |
| 6     | États-Unis      | 1  | 0      | 1      | 2     |
| 7     | Chine           | 0  | 1      | 1      | 2     |
| 8     | Australie       | 0  | 1      | 0      | 1     |
| 8     | Brésil          | 0  | 1      | 0      | 1     |
| 10    | Autriche        | 0  | 0      | 1      | 1     |
| 10    | Finlande        | 0  | 0      | 1      | 1     |
| Total | Total           | 10 | 10     | 10     | 30    |